# Michał Wielhorski (generał)
Michał Wielhorski herbu Kierdeja (ur. 1755 Horochów, zm. 1805 Wiedeń) – hrabia, generał lejtnant wojsk litewskich, 1789 brygadier w armii polskiej, 1792 generał lejtnant.
Syn Michała Wielhorskiego, brat gen. Józefa Wielhorskiego. Oficer armii austriackiej, kolega pułkowy i przyjaciel ks. Józefa Poniatowskiego ze służby w Austrii, razem walczyli przeciwko Turcji (obydwaj ranni pod Šabacem w 1788). Razem weszli do służby w wojsku polskim. Brygadier 2 ukraińskiej Brygady Kawalerii Narodowej w stopniu pułkownika. W 1792 generał lejtnant na stanowisku dowódcy 2 Dywizji Ukraińskiej. Walczył w kampanii wołyńskiej. Pobity pod Boruszkowcami. Prawa ręka Poniatowskiego w wojnie polsko-rosyjskiej w 1792, gdzie wyróżnił się w bitwie pod Zieleńcami ("oskarżany" wraz z ks. Józefem o rozmawianie po niemiecku na polu bitwy). Po akcesji króla do Targowicy podał się do dymisji i wyemigrował.
Ponownie z Poniatowskim przybył do Polski aby przyłączyć się do powstania kościuszkowskiego w maju 1794, gdzie jako generał lejtnant był dowódcą wojsk litewskich od 4 czerwca, po dymisji Jakuba Jasińskiego. Działania wojenne jakie prowadził na Litwie i w obronie Wilna nie były jednak nazbyt fortunne, brak mu było lokalnego poparcia, jak i energii i charyzmy poprzednika. W wyniku bezczynności utracił Wilno, po czym załamał się i poprosił o dymisję. Walczył jednak później w obronie Pragi. 
Zachorowawszy poważnie na oczy udał się na leczenie, od 5 sierpnia decyzją Tadeusza Kościuszki zastąpiony jako komendant wojsk litewskich przez Stanisława Mokronowskiego. Po dostaniu się Kościuszki do niewoli nowy naczelnik Tomasz Wawrzecki proponował Wielhorskiego na członka Rady Wojennej, co zostało zablokowane przez frakcję "jakobinów". Wielhorski był jedną z głównych postaci frakcji "dworskiej" powstańców, razem z księciem Józefem, Stanisławem Mokronowskim i Eustachym Sanguszką. Cierpiąc przez resztę życia z powodu powikłań po ranie w głowę spod Šabaca, zmarł w Wiedniu w 1805.
Trzeci po Poniatowskim i Kościuszce na oryginalnej liście nagrodzonych Orderem Virtuti Militari w 1792.